# Kerkcentrum De Nieuwe Stad
Kerkcentrum De Nieuwe Stad is een Nederlandse kerk in Amsterdam-Zuidoost (Bijlmermeer), gebouwd in 1992/1993 en ontworpen door de architecten Lafour en Wijk.

## Voor 1993
De Nieuwe Stad was eerst een gereformeerd geloofscentrum gesitueerd onder garage van Gliphoeve op winkelcentrum Ganzenhoef. De geloofscentra werden in die tijd in Amsterdam-Zuidoost weggestopt in dat soort constructies, schoolgebouwen etc. Bij deze gebouwen begon echter de renovatie en sanering al in de vroege jaren negentig. Deze sanering zette door in de jaren nul van de 21ste eeuw. Om die sanering aan de gang te houden kocht de gemeente Amsterdam de oude kerk op, zodat de geloofsgemeenschap een nieuwe kon laten bouwen.

## Nieuwbouw

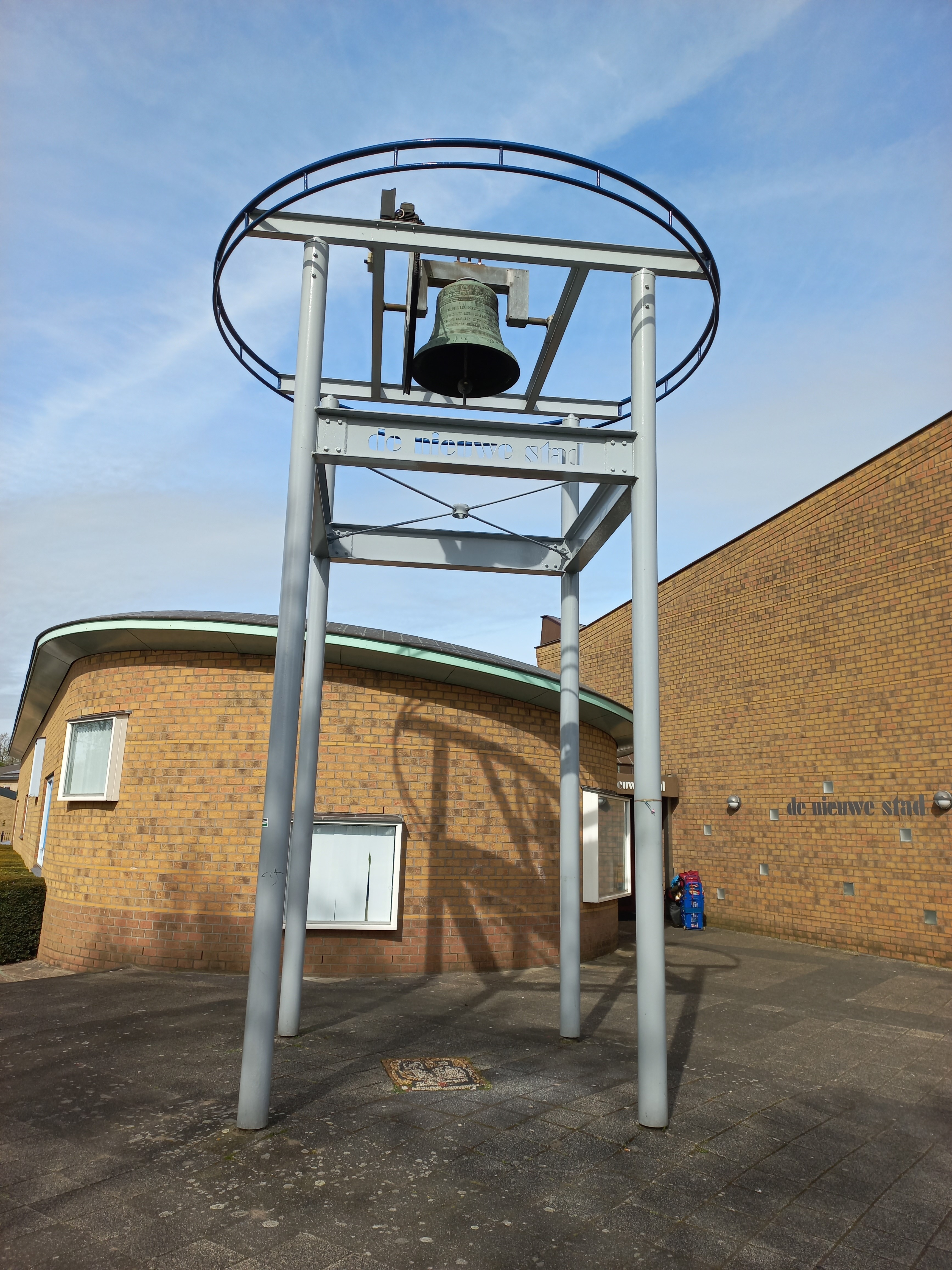
Kloktoren (april 2024)

Zo werden er in 1991 plannen gemaakt voor een eerste bovengrondse kerk. Tegelijkertijd werd gekeken of het nieuwe gebouw vanwege de ontkerkelijking ook onderdak kon geven aan andere religieuze stromingen. De gereformeerde kerk, Rooms-Katholieke Parochie, de Hervormde Gemeente, de Evangelische Broedergemeente en de Evangelisch-Lutherse Gemeente kregen daardoor één dak boven hun hoofd. Onder dominee C.P.T. Rijper, die de bouw bewaakte, kwam de samenwerking tot één kerkgebouw, die ontworpen zou worden door architect en Lucien Lafour en Rikkert Wijk van Lafour en Wijk. Zij was veel werkzaam in sanerings- dan wel stadsvernieuwingsgebieden, maar hadden nog geen kerkgebouw ontworpen. Wel stond daardoor vast dat het niet een “klassiek kerkgebouw met toren zou worden”. Hij kwam met een gebouw waarin twee kerkzalen, een grote hal en gemeenschappelijke ruimten werden ondergebracht..De bouwkunsten werden in 1991 geschat op 3 miljoen gulden. 
Op 4 september 1993 werd het interkerkelijk gebouw in gebruik genomen, de kosten waren opgelopen tot bijna 4 miljoen, maar ook andere stromingen hadden zich inmiddels aangemeld voor gebruik, al liep dat stroef vanwege de verschillen in geloofsuiting.  Het heeft geleid tot een gebouw dat meer weg heeft van een ontmoetingsplaats dan ook een kerk, waarin een belangrijke plek is weggelegd voor een plein voor ontmoeten en afscheid nemen. Het werd opgetrokken uit baksteen, beton en een flink portie glas.   Opvallend is de vrijstaande klokkentoren, geheel van metaal. 
Later maakte ook een aantal migrantenkerken die in het weekend, maar vooral op zondag, gebruik van de zalen. Op zondag zijn er van half tien tot zeven uur in de avond doorlopende kerkdiensten. De naam De Nieuwe Stad komt uit het Bijbelboek Openbaring, hoofdstuk 21 vers 10 vv. In de loop der jaren zijn de Gereformeerde Kerk en de Hervormde Gemeente gefuseerd tot de Protestantse Gemeente Bijlmermeer (PGB). 
Kerkcentrum De Nieuwe Stad staat in de wijk Gulden Kruis, in de hoek van Groesbeekdreef en Bijlmerdreef, dat pas in 1995 haar naam kreeg Luthuliplein, vernoemd naar Albert Luthuli.